# Die Schöne und das Biest (Volksmärchen)

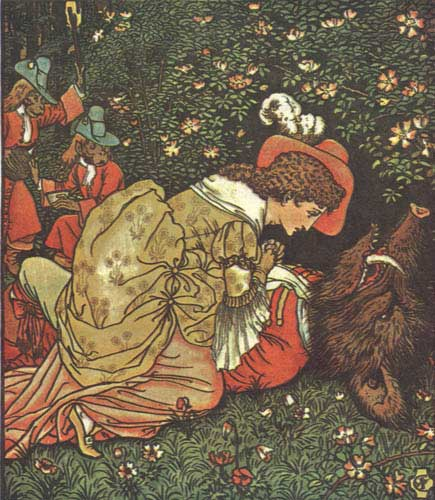
Illustration von Walter Crane (1874)

Die Schöne und das Biest, ursprünglich Die Schöne und das Tier (französisches Original La Belle et la Bête), ist ein traditionelles Volksmärchen aus Frankreich (ATU 425C). Die erste Veröffentlichung war eine Aufbereitung der Französin Gabrielle-Suzanne de Villeneuve, die 1740 im La jeune américaine, et les contes marins erschien. Diese griff wiederum auf Motive zurück, die sich in den Märchensammlungen von Giovanni Francesco Straparola finden (König Schwein in Ergötzliche Nächte, 1550–1555).
Bekannter als die erste Version von Villeneuve ist allerdings eine gekürzte Version, die 1756 von der französischen Schriftstellerin Jeanne-Marie Leprince de Beaumont im Magasin des enfan[t]s, ou dialogues entre une sage gouvernante et plusieurs de ses élèves veröffentlicht wurde. Noch im selben Jahr erschien eine deutsche Ausgabe unter dem Titel Lehrreiches Magazin für Kinder zu richtiger Bildung ihres Verstandes und Herzens für die deutsche Jugend, deren Übersetzung der Schriftsteller Johann Joachim Schwabe besorgte. Die Geschichte trug den Titel Die Schöne, und das Thier. Ein Mährchen.

## Inhalt

### Nach Villeneuve (1740)

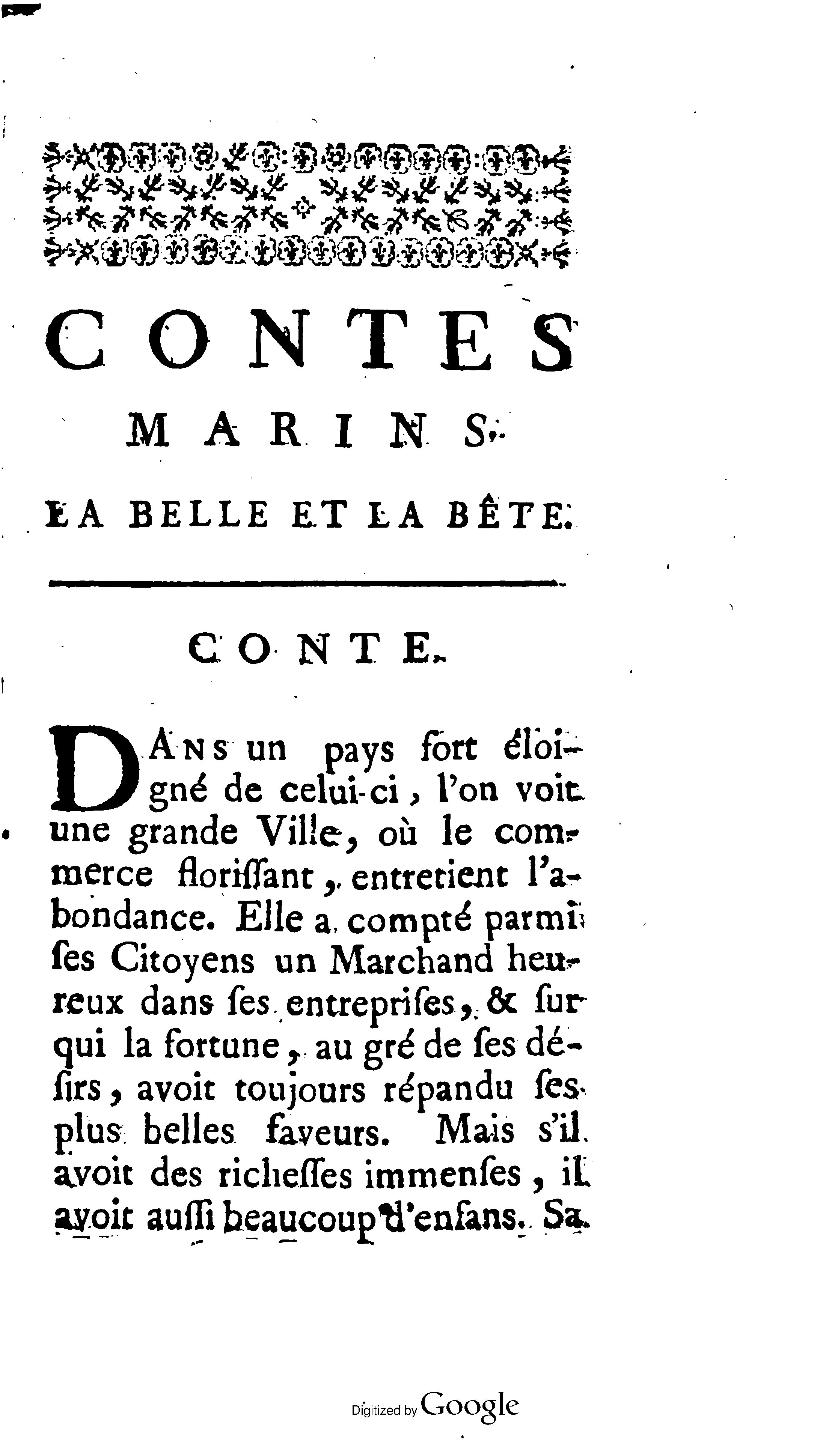
Erste Seite der Geschichte in Villeneuves La Jeune Américaine et les contes marins (Ausgabe von 1765)

Ein reicher Kaufmann hat sechs Kinder, drei Söhne und drei Töchter. Die jüngste Tochter, „die Schöne“ genannt (La Belle), ist bescheiden und freundlich; ihre Schwestern dagegen sind boshaft und selbstsüchtig. Eines Tages verliert der Kaufmann seinen ganzen Reichtum, als seine Schiffe auf hoher See in einen Sturm kommen, so dass seine Familie daraufhin in ein kleines Haus auf dem Land, weit weg von der Stadt, umziehen und für den Lebensunterhalt arbeiten muss. Nach einigen Jahren hört der Kaufmann, dass eines seiner Handelsschiffe dem Sturm entkommen sei und den Hafen erreicht habe. So macht er sich auf den Weg in die Stadt, um die Ladung zu sichten. Vor seiner Abreise fragt er seine Töchter, ob sie sich etwas von seiner Reise mitgebracht wünschten. Die älteren Töchter wünschen sich Schmuck und teure Kleider; die Schöne bittet ihn hingegen nur um eine Rose. In der Stadt angekommen, muss der Kaufmann zu seiner Bestürzung feststellen, dass seine Ladung beschlagnahmt wurde, um seine Schulden damit zu begleichen, so dass ihm kein Geld bleibt, um seinen Töchtern die ersehnten Geschenke zu kaufen.
Auf seiner Rückreise verirrt sich der Kaufmann im Wald. Auf der Suche nach einem Unterschlupf gelangt er in ein prächtiges Schloss. Es ist menschenleer, doch er findet einen großen Tisch, festlich gedeckt mit Speisen und Getränken, die offenbar für ihn bereitgestellt wurden. Der Kaufmann isst und bleibt über Nacht. Als er am nächsten Morgen gerade das Schloss verlassen will, sieht er einen Rosengarten und erinnert sich an den Wunsch seiner jüngsten Tochter. Er pflückt eine Rose, da erscheint ein abscheuliches ‚Tier‘ (Bête), mit einem Rüssel ähnlich dem eines Elefanten, vor ihm. Es sagt, er habe ihm seinen wertvollsten Besitz nehmen wollen, obwohl er so gastfreundlich empfangen worden sei, nun müsse er sterben. Der Kaufmann bittet inständig, freigelassen zu werden, und erzählt von seiner jüngsten Tochter, für die er die Rose pflückte. Das Tier gestattet ihm daraufhin, der Schönen die Rose zu schenken, aber nur, wenn der Kaufmann zurückkehre oder eine seiner Töchter freiwillig an seiner Stelle ins Schloss komme.
Der Kaufmann nimmt die Bedingung erschüttert an. Das Tier gibt ihm ein neues Pferd und einen Mantel mit, betont aber, dass seine Tochter wie versprochen in das Schloss kommen müsse. Zurückgekehrt versucht der Kaufmann das Geheimnis vor seinen Kindern zu verheimlichen, aber sie finden es dennoch heraus. Die Schöne, traurig darüber, dass sie ihren Vater in diese Situation brachte, erklärt sich bereit, anstelle ihres Vaters zu dem Schloss des Tiers zu gehen, wenngleich sie dort ihren Tod erwartet. Gemeinsam machen sich die Schöne und ihr Vater zum Schloss auf.
Das Tier empfängt beide höflich, doch befiehlt es dem Vater, am nächsten Morgen bei Sonnenaufgang das Schloss auf immer zu verlassen. Abermals schenkt das Tier dem Händler Pferde, Schmuck und Kleider für seine Familie daheim. Die Schöne ist überzeugt, dies sei der Preis, den das Tier für ihr Leben zahle. In Tränen verabschiedet die Schöne ihren Vater und kehrt auf ihr Zimmer zurück, wo sie in einen tiefen Schlaf fällt. Ihre Tage verbringt die Schöne nun damit, das Schloss und die Gärten zu erkunden. Allabendlich erwarten sie die besten Speisen und das Tier unterhält sie auf das Angenehmste. Jeden Abend stellt das Tier ihr die Frage, ob sie die Nacht mit ihm verbringen würde („Elle lui demanda sans détour si elle vouloit la laisser coucher avec elle.“ / „Seid Ihr willens, dass ich mit Euch schlafe?“), doch sie antwortet ihm jedes Mal mit Nein. In ihren Träumen erscheint der Schönen dagegen immer wieder ein schöner Prinz, der sie anfleht, ihm zu sagen, warum sie ihn abweist. Sie antwortet, dass sie das Tier nicht heiraten könne, weil sie es nur als einen Freund liebe. Die Schöne sieht die Verbindung zwischen dem Tier und dem Prinzen nicht und beginnt zu glauben, dass das Tier den Prinzen im Schloss gefangen hält. Sie fängt an, ihn zu suchen, und findet mehrere verzauberte Räume, bevölkert von Affen, aber nie den Prinzen aus ihren Träumen.
Mehrere Monate lebt die Schöne ein luxuriöses Leben im Schloss des Tiers. Nach einiger Zeit bekommt sie Heimweh und bittet das Tier, ihre Familie besuchen zu dürfen. Es erlaubt es unter der Bedingung, dass sie in genau zwei Monaten zurückkehre, sollte sie später zurückkommen, dann würde das Tier sterben. Als sie zu Hause ankommt, sind ihre Schwestern überrascht, sie gut genährt und in edlen Kleidern zu sehen. Sie werden eifersüchtig auf ihr glückliches Leben, zumal nun auch ihre Verehrer nur noch um die Liebe der Schönen buhlen.
Nach den zwei Monaten bei ihrer Familie sieht die Schöne im Traum das Tier, welches im Sterben liegt, weil es die Hoffnung verloren hat und nicht mehr an ihre Rückkehr glaubt. Mithilfe eines Zauberrings kehrt die Schöne zurück ins Schloss und kann das todkranke Tier retten. Dabei werden ihr ihre eigentlichen Gefühle für das Tier bewusst. Sie gesteht ihm ihre Liebe und willigt endlich in eine Heirat ein. Am nächsten Morgen wacht die Schöne an der Seite des zurückverwandelten schönen und sprachgewandten Prinzen auf, eben jenes Prinzen, der sie immer wieder in ihren Träumen besuchte.
Am folgenden Tag erscheinen eine gute Fee, die ihr bereits hin und wieder im Traum erschien, und die Mutter des Prinzen im Schloss. Die Königin, also die Mutter des Prinzen, weigert sich, der Hochzeit mit einer unadeligen Kaufmannstochter zuzustimmen. Die gute Fee eröffnet ihr daraufhin, dass die Schöne in Wirklichkeit die Tochter eines Königs und einer Fee sei. Es stellt sich heraus, dass die Schöne die Kusine des Prinzen väterlicher- und die Nichte der guten Fee mütterlicherseits ist. Es folgt eine lange Vorgeschichte des Prinzen, der den Zorn einer alten Fee auf sich gezogen hat, da er diese nicht heiraten wollte. Zur Strafe verfluchte sie ihn. Er verwandelte sich zu dem hässlichen Tier, das nur durch die aufrichtige Liebe einer Frau und die Bereitschaft zur Heirat zurückverwandelt werden kann. Die gute Fee, somit die Tante der Schönen, versuchte den bösen Fluch etwas abzuschwächen, indem sie das Hofvolk in Statuen verwandelte, damit niemand sein Geheimnis verrate. Außerdem ließ sie einen dichten Nebel um das Schloss aufsteigen, damit niemand, den sie für ungeeignet hielt, dieses betreten könne, bis die Schöne ihn schließlich erlöste.
Es folgen noch einige Ausflüge in die Geschichte des Königs und auch der alten bösen Fee, bis alles glücklich endet.

### Nach Beaumont (1756)
Gabrielle-Suzanne de Villeneuves Geschichte enthielt einige Elemente, die Jeanne-Marie Leprince de Beaumont aussparte. Vor allem erzählt Villeneuve die Hintergrundgeschichte von der Schönen und dem Tier ausführlicher. Beaumont kürzte hingegen die Geschichte. Sie betonte eher die urbildliche Einfachheit und ließ pädagogische Elemente im Sinne der Tugendhaftigkeit, etwa in die Figurenbeschreibung der Schönen, einfließen: „…welche den größten Theil ihrer Zeit auf das Lesen guter Bücher wandte“.
Bei Beaumont hat der Kaufmann nur noch drei Töchter. Die jüngste ist als „das schöne Kind“ (La belle enfant) bekannt. Sie wird nicht nur als schön, sondern auch als überaus tugendhaft beschrieben: Um ihren Vater nicht alleine zu lassen, schlägt sie alle Heiratsanträge aus und erledigt alle Arbeiten gewissenhaft. Nach der Arbeit spielt sie Klavier, singt und spinnt. Als das Tier den Kaufmann ziehen lässt, übergibt es ihm einen Koffer voller Goldstücke. Bei der Abreise der Schönen reiben sich die bösen Schwestern die Augen mit einer Zwiebel ein, um weinen zu können. In ihrer ersten Nacht im Schloss erscheint der Schönen im Traum eine Dame, die ihr gutes Herz rühmt und ihr eine Belohnung für die aufopferungsvolle Tat verspricht. Dennoch ist die Schöne überzeugt, dass das Tier sie noch an diesem Abend auffressen würde. Als sie durch den Palast spaziert, stößt sie auf ein für sie hergerichtetes Zimmer mit einer großen Bibliothek. Beaumont fügt an dieser Stelle der Geschichte das Motiv eines Zauberspiegels ein, in dem die Schöne ihre Familie sehen kann. Die allabendliche Frage des Tiers nach einer gemeinsam verbrachten Nacht ist bei Beaumont nun zur Frage nach der Heirat geworden. Nachdem das Tier wieder zum Prinzen geworden ist, trifft das Paar im Palast auf die Familie der Schönen und die Dame, die ihr im Traum erschienen war, eine Fee. Sie verwandelt die bösen Schwestern in lebende Bildsäulen, die an der Tür des Palastes stehen sollen und so ewig Zeuginnen des Glückes ihrer Schwester sind.

## Entstehung
Motive aus dem Märchen Die Schöne und das Tier lassen sich bereits in Apuleius’ Erzählung von Amor und Psyche aus dem 2. Jahrhundert finden, so etwa die neidischen Schwestern, die Psyche glauben machen, sie sei mit einem Ungeheuer verheiratet. Ein bekanntes reales Vorbild der Liebesgeschichte findet sich in der Ehe zwischen Pedro Gonsalvus und Catherine Raffelin. Portugiesische und britische Forscher kamen jedoch mit phylogenetischen Methoden zu dem Schluss, dass das Märchen mit großer Wahrscheinlichkeit etwa 2500 bis 6000 Jahre alt ist.

## Varianten
Das Märchen ist auch in Griechenland bekannt, von wo drei unterschiedliche aber ähnliche Versionen von Johann Georg von Hahn, Georgios A. Megas und Felix Karlinger bekannt sind, die im Deutschen allesamt den Titel Die Schlange tragen und in denen der Prinz stets eine Schlange ist. In einer italienischen Version aus Francesco Mangos Werk Novelline popolari sarde (Nr. IX, Palermo 1890), die im Deutschen den Titel Der Bär und die drei Schwestern erhielt, ist der verzauberte König ein Bär. Alexander Nikolajewitsch Afanassjews russische Version mit einem Drachen wurde als Der verwunschene Zarensohn übersetzt.

## Zur Motivik
In La Belle et la Bête findet sich das abgewandelte Märchen-Motiv, dass ein Vater von Töchtern in der Wildnis einer bedrohlichen Macht aus Not verspricht, ihm das erste Lebendige zuzueignen, das ihm bei der Heimkehr entgegenkommt. Der Vater nimmt dabei an, dass ihm ein Hund oder ein anderes Tier zuerst begegnen würde, stattdessen läuft ihm sein liebstes Kind entgegen. Dieses Motiv erscheint bereits im Alten Testament in der Geschichte von Jephtha, der Gott seine Tochter weihen muss. Auch in dem deutschen Märchen der Brüder Grimm Das singende springende Löweneckerchen wird das Motiv weitergeführt. Die Motivkette der fleißigen Jüngsten mit den bösen, neidischen älteren Schwestern verbindet die Märchen La Belle et la Bête und Aschenputtel. Daneben gibt es das Motiv des in eine Missgestalt verwandelten Prinzen auch in Der Froschkönig. Hier will der Prinz der Missgestalt zum Trotz die Liebe des Mädchens erringen.
Der Stoff von La Belle et la Bête ist vielfach variiert worden. Eine besondere Abwandlung hat es in dem norwegischen Märchen Östlich von der Sonne und westlich vom Mond von Peter Christen Asbjørnsen und Jørgen Moe erfahren. Das Tier ist hier ein großer Eisbär. Die Hauptperson, das schöne Mädchen, muss die Gestirne und alle vier Winde aufsuchen und befragen, bevor sie mit dem Nordwind den Weg zum Prinz zurückfindet.
Eine andere Geschichte um die Schöne und das Tier berichtet das griechische Märchen Der goldgrüne Adler in der Sammlung von Georgias Megas. Sehr nah an der französischen Fassung des Märchens bewegt sich zunächst Die Rosenknospe von Božena Němcová; im weiteren Verlauf von Němcovás Erzählung wird allerdings das Mädchen auf erstaunliche Weise gefordert: Sie muss drei Nächte lang quälende Geister schweigend über sich ergehen lassen, um das Ungeheuer zu erlösen.

## Literarische Motivtransformationen
Jules Laforgue schreibt 1887 seine Moralités légendaires. In diesen verbindet er in seiner Erzählung Perseus und Andromeda oder der Glücklichste unter den Drein in überraschend motiventhüllender Weise den griechischen Mythos von Andromeda mit Motiven aus Die Schöne und das Tier. Die Weise, in der Laforgue hier mit dem Thema umgeht, zeigt auch einige Parallelen zu der Auffassung des Märchens von Jean Cocteau in seiner Verfilmung La Belle et la Bête.

## Adaptionen
Das Märchen wurde in zahlreichen künstlerischen Gattungen adaptiert:

### Bildende Kunst
- La belle et la bête von Birgit Kahle, 2015Walter Crane, 1872, Illustrationen.

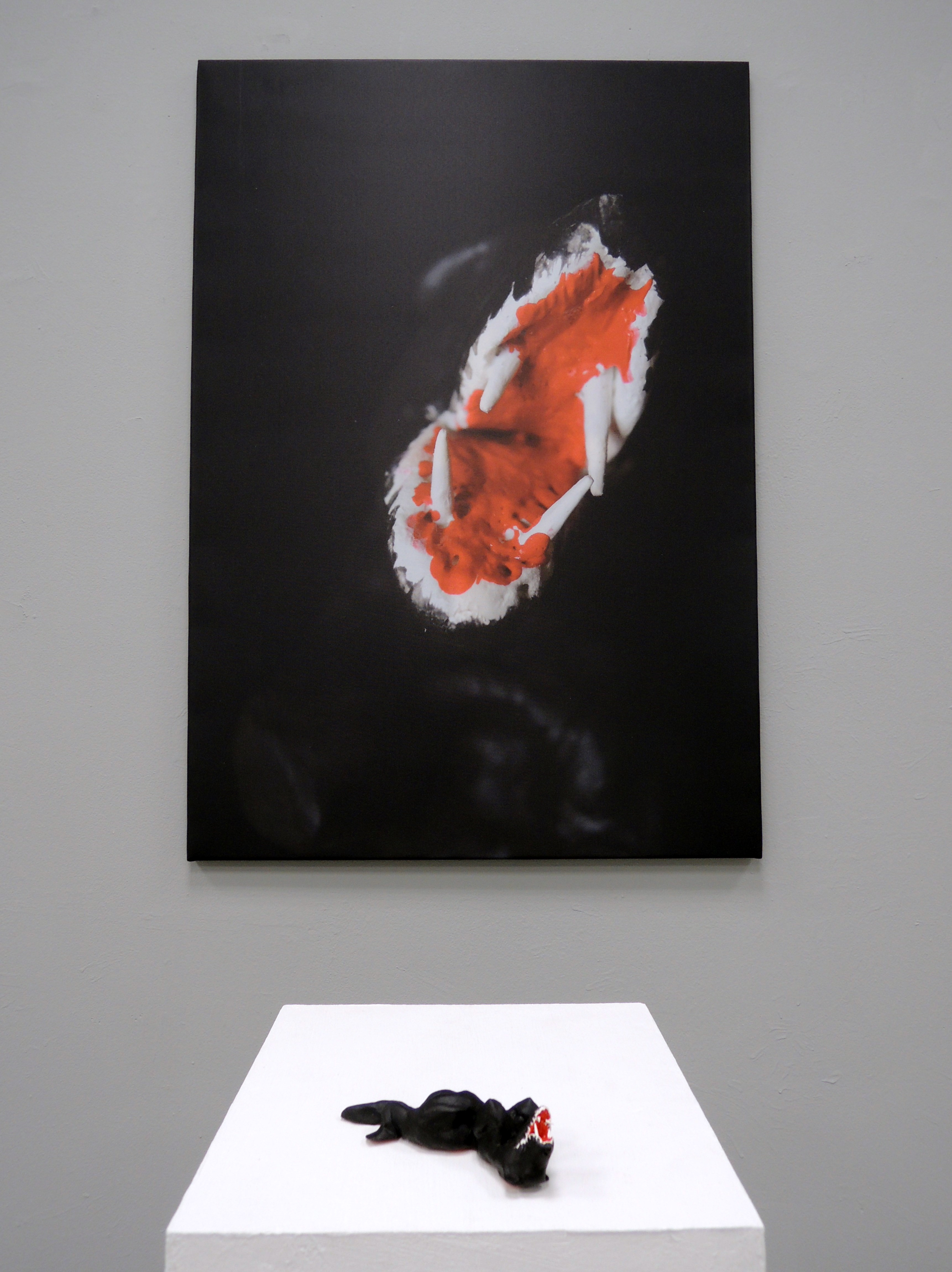
La belle et la bête von Birgit Kahle, 2015

- Edmund Dulac: Beauty and the Beast. In: The Sleeping Beauty and other Fairy Tales. London 1910, Illustrationen.
- Camille Roqueplan: Der verliebte Löwe, 1836, Öl auf Leinwand, London, Wallace Collection.
- Félicien Rops: La Belle et la bête, zwischen 1878 und 1881, Aquarell und Gouache, Ohio, Cincinnati Art Museum.
- Henri Rousseau: La Belle et la Bête, ca. 1908, Berlin, Sammlung Scharf-Gerstenberg.
- Edgar Walter: Beauty and the Beast, 1915, Brunnenskulptur, Panama-Pacific International Exposition.
- Elizabeth Shaw: Die Schöne und das Ungeheuer, 1982, Illustrationen.
- Birgit Kahle: La belle et la bête, 2015.

### Oper und Theater

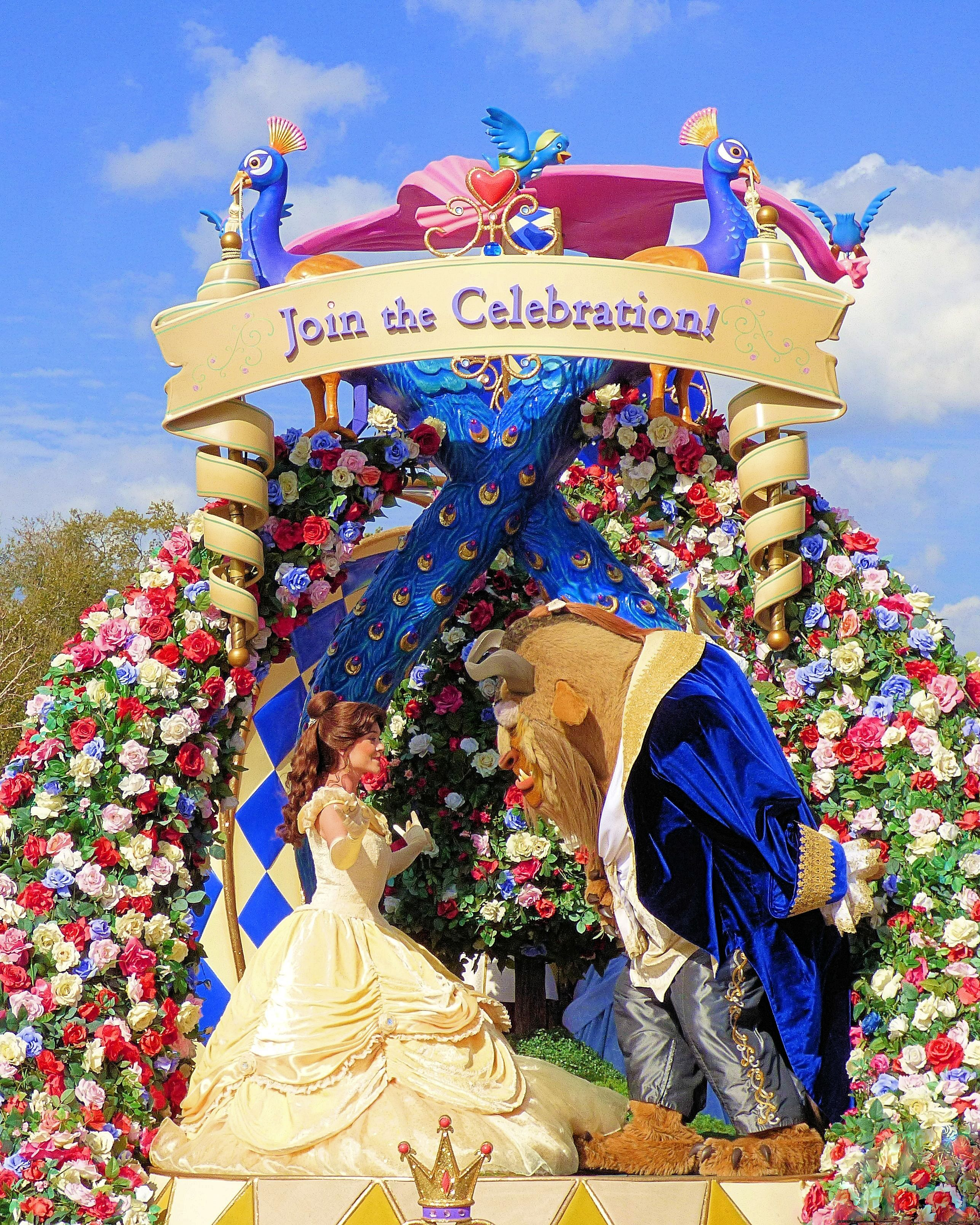
Belle und das Tier auf einer Fantasy-Parade, dem Disney-Film nachempfunden